# A golf története

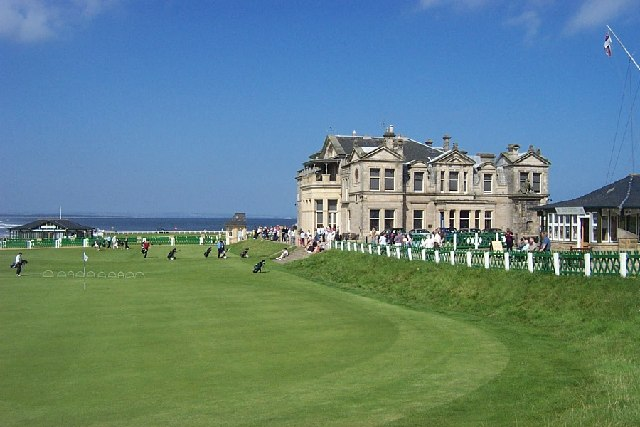
A skóciai „The Royal and Ancient Golf Club of St Andrews” golfklub klubháza

A golf labdajáték eredete nem egyértelmű. A legszélesebb körben elfogadott elmélet szerint a sportot a középkori Skóciában játszották először, mindenesetre itt alakult ki a mai modern sportág elődje és első szabályai. Azonban más elméletek szerint hasonló játékot már Hollandiában, illetve jóval korábban Kínában is játszottak.

## Eredete
Egy 1297. február 26-ára keltezett feljegyzés megemlíti, hogy a hollandiai Loenen aan de Vecht városában golfhoz hasonló játékot játszottak. A játékot bőrladbával és ütőkkel játszották; az nyert, aki a labdát a több száz méter távolságban lévő lyukba a legkevesebb ütéssel juttatta el.
A modern golfjátékot azonban a legtöbben skót találmánynak tartják, mivel a sportot a skót parlament rendeletei két alkalommal is említik a 15. században. Mindkét rendelet megtiltotta a gowf néven említett sport gyakorlását. Egyesek ezt a sportot a mai hurling-hez vagy gyeplabdához hasonló sportnak tartják, mint a modern golf elődjének, és véleményük szerint a 17. századi Hollandiában játszották először azt a játékot, amelyben egy kis labdát kellett eljuttatni egy lyukba -különféle ütők segítségével. A golf szót is a holland "kolf" (jelentése "bot, "buzogány", "ütő") skót változatának tartják. Ezen felül más források is feljegyeztek a golfhoz hasonló játékot a kontinentális Európa területén azelőtt, hogy a skótoknál megemlítették volna.
Mindenesetre ezek a korábbi játékok csak alapjaiban hasonlítottak a mai golfjátékhoz és a rendelkezésre álló tények szerint a modern sportág ténylegesen Skóciában fejlődött ki: itt alakították ki a ma is használt szabályokat, itt építették az első állandó golfpályát és itt alakult meg az első golfklub. Az első írásos szabálygyűjtemény is Skóciából származik, valamint itt építettek először 18 lyukú pályát. Az első hivatalos versenyeket és bajnokságokat is skót városok klubjai között rendezték. Hamarosan a modern golfjáték előbb Angliában, majd a világ minden részében elterjedt. A mai is működő legrégebbi golfpálya a The Old Links, amely a Musselburghi versenypálya szomszédságában található. Írásos bizonyítékok igazolják, hogy itt már 1672-ben játszották a golfot, bár állítólag I. Mária skót királynő már 1567-ben játszott ezen a pályán.

## Nemzetközi golftörténet

### 15. század

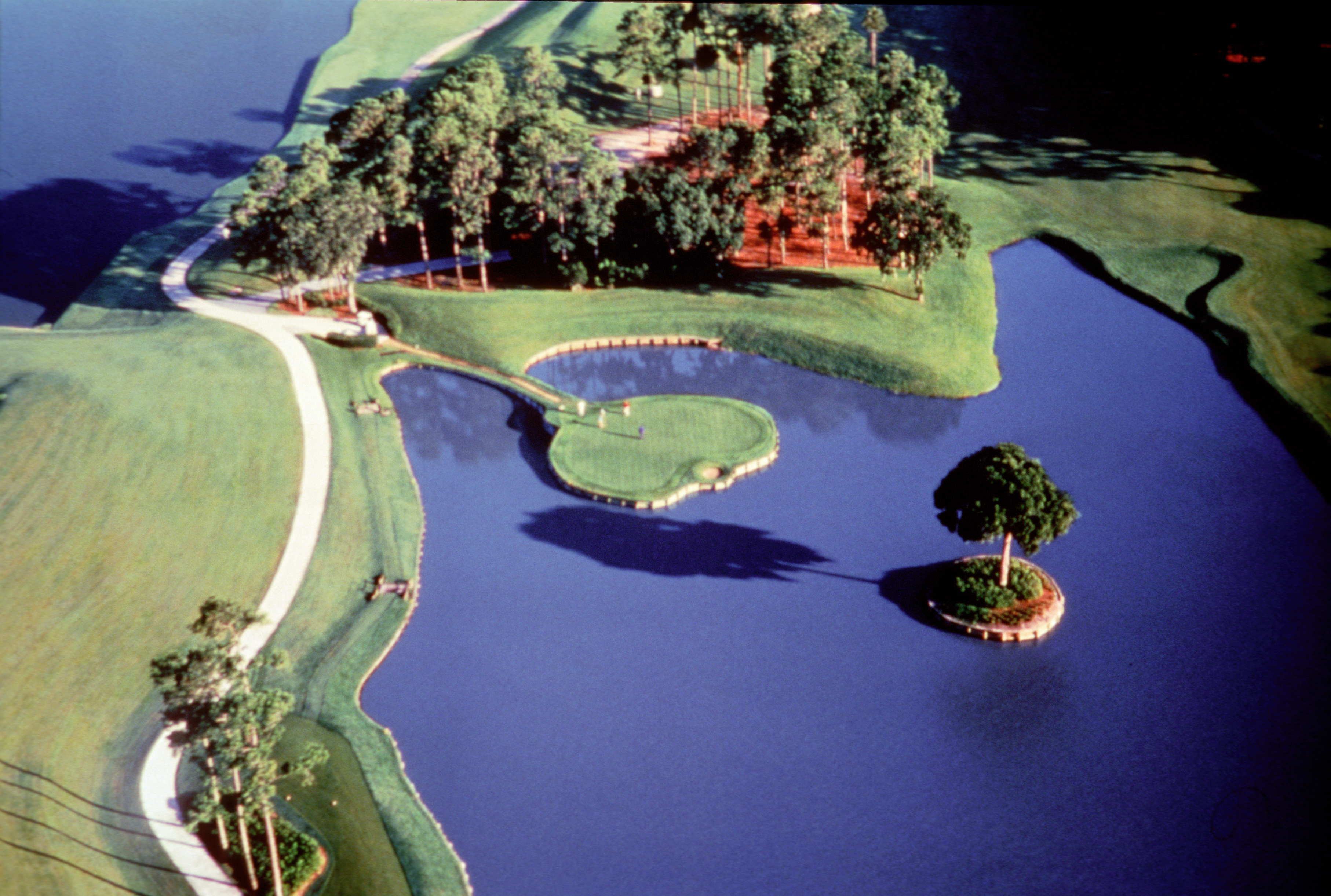
A híres 17. lyuk a TPC at Sawgrass pályán.

Az első golffal kapcsolatos írásos emlékek 1457-ből származnak, amikor II. Jakab király és a skót parlament betiltották a futballt és a golfot, hogy a skótokat az íjászat gyakorlására késztessék. A tilalmat később III. Jakab (1471) és IV. Jakab (1491) is jóváhagyta. A Skócia és Anglia közötti 1502-es békeegyezmény szükségtelenné tette a lakosság további félkatonai képzését. Nem sokkal ezután maga IV. Jakab is kipróbálta a játékot, az Udvari Tanács pedig egy rendeletben határozta meg a golfütőkre vonatkozó szabályokat.

### 16. század
I. Károly a 16. század végéig egész Nagy-Britanniában betiltotta a golfot. Az első ismert polgári golfozó Sir Robert Maule volt, aki 1527-ben Barry Links területén, Carnoustie közelében játszott. St. Andrewsban az első golfra történő utalás 1552-ből származik, egy évvel megelőzve a helyi érsek rendeletét, amely a környékbeliek számára engedélyezte a játékot. A sport Franciaországba Stuart Mária révén jutott el, aki 1567-ben, nem sokkal férje halála után, az első ismert női golfozóként játszotta a játékot (többen kritizálták is emiatt).

### 17. század
Az ütőkészítők közül William Mayne vált elsőként ismertté 1603-ban, aki „királyi ütőkészítőként” VI. Jakab számára kezdett golfütőket készíteni. A „featherie”, a tollal töltött labda 1618-ban jelent meg. A golf Amerikában elsőként egy 1659-es rendelet révén bukkant fel, melyben a New York állambeli Albany utcáin megtiltották a játékokat. Az első nemzetközi meccsre 1682-ben került sor Leith városában, ahol a skótok (akiket York hercege és George Patterson képviselt) legyőztek egy ismeretlen nevű angol párost. Ezen esemény kapcsán vált ismertté az első ütőhordó (caddie), egy bizonyos Andrew Dickson, aki York hercegének ütőit hordozta.

### 18. század
1735-ben megalakult az első golfklub, a Royal Burgess Golf Society. 1743-ban indították útnak Amerikába az első golfütő szállítmányt. 1744-ben Leith-ben megalakult a Gentlemen Golfers of Leith társaság, amely elsőként kezdte lejegyezni a golf szabályait. Később belőlük alakult meg a még ma is létező Honourable Company of Edinburgh Golfers társaság. 1754-ben a legelső golfklub, amely St. Andrews Society of Golfers néven jött létre és amely a későbbiekben a Royal & Ancient Golf Club of St Andrews nevet kapta, megjelentette az első kodifikált golf szabályzatot. A stroke play 1759-ben jelent meg St Andrewsban, a korábbi match play változataként. 1766-ban a Londonhoz közeli Royal Blackheath-ben megalakult az első Skócián kívüli golfklub, amely 1768-ban Leith-ben nyitotta meg klubházát.

### 19. század
1810-ben Musselburgh-ban került megrendezésre az első feljegyzett női torna. 1867-ben St Andrewsban létre jött az első női golfklub. 1820-ban került sor az első Brit-szigeteken kívüli klubalapításra, az indiai Bengaluruban. 1826-ban készítették az első ütőnyelet hikori fából, 1891-ben pedig megjelent az acél ütőnyél. 1848-ban látott napvilágot a featherie könnyebb és olcsóbb változata a guttapercha, amelyet 1898-ban a készítőjéről elnevezett, kemény gumi borítású Haskell-labda követett. 1860-ban, Prestwickben került első ízben megrendezésre a legrégebbi torna, a napjainkig fennmaradt Open Championship. 1867-ben Young Tom Morris érte el a legelső egy ütésből történő győzelmet, azaz hole in one-t. 1894-ben létrejött az USGA. 1898-ban Stableford pontozási rendszert dolgozott ki, 1899-ben pedig szabványosították a labdatartót.

### 20. század
1900-ban és 1904-ben a golf szerepelt az olimpiai játékokon. 1902-ben jelent meg a hornyolt felületű ütőfej. 1905-ben szabványosították a golflabdák felületén található bemélyedéseket, amelyek az egyenes repülést biztosítják. 1910-ben jelent meg a középre illesztett nyelű putter, amelyet az R&A elutasított, az USGA pedig elfogadott. Ezzel kezdetét vette egy 42 éves időszak, amelyben a hivatalos golf szabálykönyvnek két változata létezett. 1911-ben az R&A az acél ütőnyelet is elutasította. 1916-ban megalakult a PGA of America, a profi golfozók érdekképviseleti szervezete. 1929-ben az acél ütőnyél mindenütt engedélyezetté vált, kiszorítva ezzel a hikori ütőnyelet. 1938-ban alkalmazták először a 14 ütős szabályt, amely limitálja a játékosok számára a felhasználható ütők mennyiségét. 1951-ben az R&A és az USGA egységesíti a szabálykönyvet, eltörölve a stymie-t (az ellenfél labdájának megkerülésére vonatkozó szabályt) és elfogadva a középre illesztett nyelű puttert. 1963-ban megjelent a gumi markolat (felváltva a bőrt) és az öntöttvas ütőfej (felváltva a kovácsoltat), amelyeket 1969-ben a grafit ütőnyél és a Cavity Back ütőfej követett. 1971-ben Alan Shepard elvégezte az első golfütést a Holdon. 1979-ben megjelent az első fém driver ütőfej, megkezdve a datolyaszilva fából készült változat kiszorítását. 1994-ben titánból készült wood ütők jelentek meg az amerikai piacon.

## A golfpálya fejlődése
A golfpályákon nem mindig volt 18 lyuk. A St Andrews Links pályát egy keskeny földcsíkon alakították ki, a tengerhez közel. Már a 15. században a klub golfozói a terep adottságaihoz igazodó pályát alakítottak ki, 11 szakasszal a klubháztól és a pálya távolabbi vége között. A játékot mindkét irányban játszották, vagyis összesen 22 szakaszt játszottak. 1764-ben úgy ítélték meg, hogy néhány lyuk között a távolság nem megfelelő és ezeket összevonták, a szakaszok számát ezzel 9-re csökkentették és így a játékot 18 szakasszal játszották. Mivel a St. Andrews pálya akkoriban az egyik legismertebb és legelismertebb volt, a többi klub is átvette a 18 szakaszt és később ez lett a nemzetközileg elfogadott szabvány.

## A felszerelés fejlődése
A golf fejlődése részben megmagyarázható a sporthoz használt felszerelés fejlődésével. A játék kellékei közül a legnagyobb fejlődésen a labda ment keresztül. Az 1930-as évek előtt számos változata létezett, a kezdeti bőrlabdától, ekkor az amerikai United States Golf Association (USGA) szabályzatában rögzítette a labda súlyát és méretét. Ezt követte az USGA másik szabálya, amelyik kikötötte, hogy semmilyen labda kezdősebessége nem haladhatja meg a 250 láb/másodpercet.
A golf fejlődésére lényeges hatással volt az ütők fejlődése is. Az első golfütőket fából készítették. Az ütő nyelének elkészítéséhez leggyakrabban hikoridiót, még az ütő fejéhez az amerikai ébenfa (Diospyros virginiana) volt a leggyakrabban alkalmazott faanyag keménysége miatt. Ahogyan a golflabdák egyre keményebbek lettek (különösen a mag 1850 körüli bevezetése után), az ütők fejét elkezdték vaslemezekkel bevonni. Az 1890-es évektől kezdve gyártottak acélnyelű ütőket, de elég sokáig tartott, amíg ezeket a golfszövetségek elfogadták. Az 1970-es évektől kezdve egyre gyakrabban használtak grafitot az ütők nyelének elkészítéséhez. Az 1980-as években készítették el az első, teljesen fémből készült fa (wood) ütőt, amelyeket mára már szinte csak könnyű és rugalmas fémötvözetekből (főként titánból és alumíniumból), ill. kevlárból vagy üvegszálas műanyagból készítenek.
A legmodernebb golfütőket grafit nyéllel és titán fejjel készítik, a könnyű titánötvözetek eredményeként a fejek sokkal nagyobbak lehetnek, mint korábban. A legújabb technológiával készült ütőkön az ütő borítása sokkal vékonyabb, ezért felerősödik az a ruganyos hatás, amit a bevonat a labdára kifejt, és ezzel megnöveli az elméletileg elérhető ütéstávolságot. Az angol nyelven Coefficient of Restitution (COR) néven ismert jelenségre az USGA is felfigyelt és legújabb szabályaiban ennek mértékét .83-ban határozta meg, míg az ütők fejének méretét 460 cm²-ben maximálta.

## A "golf" szó fejlődése
A golf szót először 1457-ben említették egy skót törvényben, amely a parlament által betiltott játékok között felsorolta a gouf-ot is. Ez a szó a feltételezések szerint a skót gael nyelv egyik szavából, a goulf-ból származik, amelynek jelentése "ütni, pofon vágni". A gale szó feltehetően a hollandból, a kolf szóból származhat (jelentése "ütő" vagy "bot") és amely a hasonló holland játék nevét adta. Egy 1452-es okirat is említi a golfot, amelyben II. Jakab skót király betiltotta a játékot, mivel a feltételezések szerint elvonta alattvalói figyelmét az íjászat és más "hasznos" tevékenységek gyakorlásától.
Egy meglehetősen elterjedt városi legenda szerint a játék neve az angol "Gentlemen Only, Ladies Forbidden" kifejezés kezdőbetűinek összevonásából származik, de az etimológiai kutatások alapján ez szinte biztosan téves, mivel csak a modern nyelvhasználatban terjedt el, hogy a rövidítésekből szavakat képeztek.

## Golfhoz hasonló játék Kínában

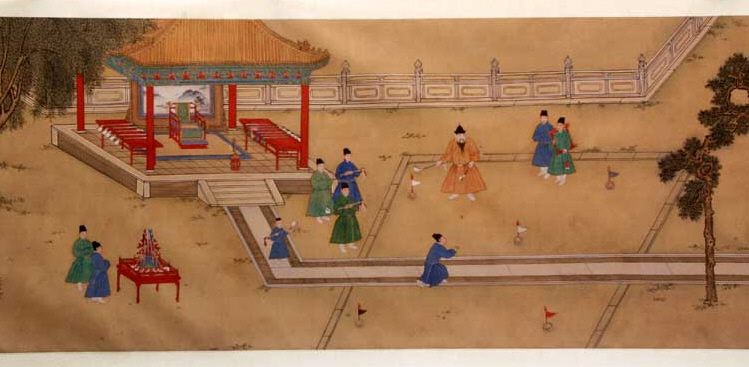
A Ming-dinasztia császára, Xuande (宣德) (ur. 1425–1435) golfot játszik?

2005 áprilisában ismét kétségbe vonták a golf eredetére vonatkozó elfogadott elméleteket, amikor Ling Hongling professzor, a kínai Lanzhou University kutatója, bizonyítékokat tárt fel arra nézve, hogy a modern golfhoz hasonló játékot játszottak a déli Tang-dinasztia, azaz 500 évvel azelőtt, hogy a golfot először említették Skóciában.
A Szung-dinasztia idejéből (960–1279) származó Dōngxuān feljegyzések (東軒錄) említenek egy chuíwán (捶丸) nevű játékot és a játék menetét ábrázoló rajzokat.</ref name="new evidence"> A játékot 10 ütővel játszották (köztük volt a cuanbang, pubang és shaobang, amelyek hasonlatosak a mai faütőkhöz (driver, 2-es és 3-as ütő). Az ütőket jade és aranyberakásokkal díszítették, vagyis a golf leginkább az előkelő gazdagok játéka lehetett. A kínai archívumokban fennmaradt egy feljegyzés egy Tang hivatalnokról, aki lányát kérte fel arra, hogy a játékhoz szükséges luykakat kiássa.</ref name="new evidence">
Ling professzor elmélete szerint a játék mongol kereskedők közvetítésével került Európába a középkor vége felé. A legnagy presztízsű skót klub, a Royal and Ancient Golf Club of St Andrews szóvivője mindezt csak azzal kommentálta, hogy: "Különféle labda és ütőjátékok már több száz éve léteznek, de a golfot, ahogyan ma ismerjük, 18 szakasszal, kétséget kizáróan Skóciában játszották először."

### Magyar lapok
- A világ első Golf és Business magazin
- Magyar Golf Szövetség
- Magyar Golf Portál